# Michael Murillo
Michael Amir Murillo Bermúdez (* 11. Februar 1996 in Colón) ist ein panamaischer Fußballspieler.

## Karriere

### Klub
Er begann seine Karriere beim San Francisco FC in seiner Heimat und rückte dort ab 2014 in die erste Mannschaft vor. Hier nahm er dann auch mit seiner Mannschaft an der CONCACAF Champions League teil. Mitte Februar 2017 wurde er bis zum Ende des Jahres in die USA zum MLS-Franchise New York Red Bulls verliehen. In dieser Zeit gewann er mit seiner Mannschaft das MLS Supporters’ Shield. Nach dem Ende der Leihe wechselte er schließlich fest nach New York und spielte hier für weitere zwei Jahre. Anfang Dezember 2019 wurde sein Wechsel zum 1. Januar 2020 zum belgischen Erstdivisionär RSC Anderlecht vereinbart. Sein Vertrag hat eine Laufzeit bis Sommer 2022.
In der infolge der COVID-19-Pandemie abgebrochenen Saison 2019/20 bestritt Murillo alle acht möglichen Ligaspiele für Anderlecht und schoss dabei ein Tor. In der Folgesaison waren es 36 von 40 möglichen Ligaspielen, in denen er vier Tore schoss, sowie drei Pokalspiele. In der Saison 2021/22 stand er bei 34 von 40 möglichen Ligaspiele, bei denen er zwei Tore schoss, fünf Pokalspielen mit einem Tor sowie drei Qualifikationsspielen zur Conference League für Anderlecht auf dem Platz. In der nächsten Saison waren es 29 von 34 möglichen Ligaspielen mit drei Toren, zwei Pokalspielen und 14 Spiele im Europapokal mit drei Toren.
In den ersten Spielen der neuen Saison wurde er nach Angaben des Vereins wegen einer Oberschenkelverletzung nicht eingesetzt. Ende August 2023 wechselte er zum französischen Erstligisten Olympique Marseille.

### Nationalmannschaft
Nach der U20 und der U23, erhielt er seinen ersten Einsatz im Nationaldress der A-Mannschaft am 16. März 2016 bei einer 0:1-Freundschaftsspielniederlage auswärts gegen Nicaragua. Seitdem kommt er immer wieder in der Mannschaft zum Einsatz und hatte auch zwei Startelf-Einsätze während der Weltmeisterschaft 2018, hier verpasste er das letzte Gruppenspiel aufgrund einer Gelbsperre. Auch beim Gold-Cup 2017, 2019 und 2023 gehörte er zum panamaischen Kader.